# Gilbert Ford
Pour les articles homonymes, voir Ford (homonymie).
Gilbert « Gib » Ford, né le 14 septembre 1931 à Tulia au Texas et mort le 10 janvier 2017 à Naples en Floride, est un joueur américain de basket-ball. Il évolue au poste d'ailier.

## Palmarès
- Champion olympique 1956